# Sint-Leonarduskerk (Saint-Léonard)
De Sint-Leonarduskerk (Frans: Église Saint-Léonard) is de parochiekerk van de tot het Franse departement Pas-de-Calais behorende plaats Saint-Léonard.

## Geschiedenis
Het ontstaan van deze kerk is niet gedocumenteerd. Het oudste deel bestaat niet meer. Slechts de overblijfselen van een vierkante toren zijn overgeleverd. Mogelijk is de toren gebouwd ter verdediging van de overgang van de Liane, de oorsprong ervan gaat waarschijnlijk tot de 11e of 12e eeuw terug. Aan de oostzijde van de toren is de ingang van de eigenlijke kerk, maar deze is verdwenen. In 1715 werd al opgemerkt dat het schip lange tijd geleden gesloopt zou zijn. Het koor heeft langer bestaan, fungeerde als kapel maar is einde 19e eeuw gesloopt.

## Gebouw
Tegenwoordig betreft het een tweebeukige kerk. Eén van de beuken is een oude kapel, gebouwd in gotische stijl omstreeks 1500, en de beuk ernaast werd later eraan gebouwd op de plaats van het oude koor. De ruimte tussen kerk en toren, waar zich het oude schip bevond, is leeg gebleven.